# Agung Setyabudi
Agung Setyabudi (Solo, Java Central; 2 de noviembre de 1972) es un exfutbolista de Indonesia que jugaba en la posición de defensa.

## Carrera

### Club
| Periodo   | Club               |
| --------- | ------------------ |
| 1992-1998 | Arseto Solo        |
| 1999-2001 | PSIS Semarang      |
| 2001–2002 | Persebaya Surabaya |
| 2002–2005 | PSIS Semarang      |
| 2005–2010 | Persis Solo        |

### Selección nacional
Jugó para Indonesia en 53 ocasiones de 1993 a 2004 y anotó un gol ante Maldivas en la victoria por 5-0 en Yakarta por la Clasificación de AFC para la Copa Mundial de Fútbol de 2002 el 8 de abril de 2001, además de participar en dos ediciones de la Copa Asiática.

## Logros
- Liga 2 de Indonesia: 1998–99
- Liga Indonesia Primera División: 2001